# Udine (metropolitana di Milano)
Udine è una stazione della linea M2 della metropolitana di Milano.

## Storia
La stazione fu inaugurata il 27 settembre 1969, come parte della prima tratta della linea M2.

## Strutture e impianti
Si tratta di una stazione sotterranea a due binari, uno per ogni senso di marcia, serviti da due banchine laterali; è l'ultima stazione sotterranea della M2 che si incontra proveniendo da Piazza Abbiategrasso o Assago Milanofiori Forum e procedendo in direzione di Cologno Nord o Gessate.
Sorge sotto la piazza omonima e possiede due uscite su di essa.

## Interscambi
Nelle vicinanze della stazione effettuano fermata alcune linee automobilistiche urbane ed extraurbane, gestite da ATM.
- Fermata autobus

## Servizi
La stazione dispone di:
- Accessibilità per portatori di handicap
- Scale mobili guaste
- Emettitrice automatica biglietti
- Stazione video sorvegliata
- Parcheggio per biciclette